# Maria Karłowska
Maria Leonarda Rozalia Karłowska h. Prawdzic; imię zakonne Maria od Jezusa Ukrzyżowanego (ur. 4 września 1865 w majątku Słupówka, obecnie Karłowo w powiecie nakielskim, zm. 24 marca 1935 w Pniewitem) – polska zakonnica, mistyczka, dziewica, założycielka i pierwsza przełożona generalna Zgromadzenia Sióstr Pasterek od Opatrzności Bożej oraz błogosławiona Kościoła katolickiego.

## Życiorys
Maria Karłowska urodziła się 4 września 1865 w Wielkopolsce, w majątku Słupówka (dziś Karłowo, ówczesne województwo poznańskie). Miejscowość rodzinna należała do parafii św. Katarzyny w Smogulcu. Pochodziła z wielodzietnej rodziny ziemiańskiej. Była jedenastym dzieckiem Mateusza Karłowskiego h. Prawdzic oraz Eugenii z Dembińskich h. Rawicz. 8 października 1865 została ochrzczona jako Maria Leonarda Rozalia w kościele św. Katarzyny w Smogulcu. 3 maja 1875 przyjęła pierwszą komunię świętą w kościele Najświętszej Maryi Panny na Ostrowie Tumskim w Poznaniu. Dzieciństwo i młodość spędziła w Poznaniu. Tam w 1882, jako siedemnastoletnia dziewczyna, pod wpływem przemyśleń duchowych złożyła przed spowiednikiem ślub dozgonnej czystości . W tym też roku w odstępie dwóch miesięcy zmarli jej rodzice. Po ich śmierci udała się do Berlina, gdzie odbyła kurs kroju i szycia, by móc pracować w Poznaniu w pracowni swojej starszej siostry i jednocześnie matki chrzestnej Wandy jako instruktorka zatrudnionych tam dziewcząt. 18 listopada 1886 przyjęła z rąk abp. Juliusa Dindera, sakrament bierzmowania w kaplicy św. Józefa w Poznaniu.
Kluczowym momentem w jej życiu okazało się spotkanie w listopadzie 1892, w domu państwa Grześkowiaków w jednej z poznańskich kamienic, gdzie przypadkowo poznała biedną dziewczynę Frankę, zwracając w ten sposób uwagę na dziewczęta zaniedbane oraz opuszczone. Oddając się następnie pracy dobroczynnej, by móc im pomóc na miarę swoich możliwości, przy poparciu Kościoła urządziła w mieszkaniu swojej przyjaciółki Klementyny Jaworskiej przy ulicy Naumanna (dzisiejszej Inżynierskiej) ochronkę dla pierwszych pięciu dziewcząt, a następnie rozszerzyła ją na ulicy Szewskiej. Miejscami jej działania w poszukiwaniu słabych i zagubionych moralnie dziewcząt były: bramy kamienic, cmentarze, ulice, domy publiczne, więzienia czy oddziały dla chorych wenerycznie .
W 1894 założyła Zgromadzenie Sióstr Pasterek od Opatrzności Bożej i opracowała jego konstytucję, a także podręczniki ascetyczne, wychowawcze i praktyczne, zawierające wyczerpujące wskazania. Jej pracę charytatywną dostrzegła hrabina Aniela Potulicka, ofiarując w Winiarach (obecnie dzielnica Poznania) zabudowania gospodarcze z 4 hektarami gruntu, na którym w latach 1895–1908 zbudowano dom dla 70 osób. 20 czerwca 1902 Maria Karłowska wraz z kilkoma współpracownicami: s. Kazimierą Jaworską, córką Klementyny i s. Magdaleną Piechowiakówną złożyły śluby zakonne, dodając jako czwarty – ślub poświęcenia się pracy nad osobami zagubionymi moralnie, a 13 kwietnia 1909 biskup Edward Likowski zatwierdził Zgromadzenie Sióstr Pasterek od Opatrzności Bożej na prawie diecezjalnym .
Jej praca społeczna na rzecz ubogich, chorych i rozbitych rodzin Poznania zaowocowała założeniem zakładów wychowawczo–resocjalizacyjnych i szpitali dla chorych wenerycznie, dla dziewcząt i kobiet „z ulicy” pod nazwą Domów Dobrego Pasterza.
Poza Winiarami zorganizowała placówki w Wiktorynie k. Lublina, Toruniu, Łodzi, w Pniewitem i Topolnie, Jabłonowie Pomorskim tworząc fabrykę biszkoptów, wzorcowe gospodarstwa i szkołę gospodarczą. Założyła dziewięć ośrodków, w których opiekę i pomoc znalazły kobiety z marginesu społecznego. 
Zmarła w opinii świętości 24 marca 1935 w domu zakonnym w Pniewitem k. Chełmna wśród modlących się współsióstr z zapaloną gromnicą w ręku, około godziny 12, w wyniku niedomogi mięśnia sercowego. Pogrzeb odbył się 28 marca w Jabłonowie Pomorskim z udziałem przybyłych biskupów chełmińskich: Stanisława Okoniewskiego i Konstantyna Dominika oraz licznym udziale duchowieństwa i wiernych. Podczas okolicznościowej mowy pożegnalnej bp Okoniewski powiedział wówczas m.in.:

Matka Założycielka, aby powstrzymać zalew złego w społeczeństwie, stworzyła wielkie dzieło. Kobieta polska splamiła swoją godność. Nazwa „Polka” stała się hańbą. Zadrgało serce Matki założycielki na widok nieludzkiego obejścia. Nie siłą, nie srogością, lecz sercem i miłością zbliżyła się do tych chorych członków społeczeństwa (...) Musiała walczyć z różnymi przeszkodami materialnymi i moralnymi. Jednak ta bohaterska niewiasta nie zrażała się niczym, lecz szła naprzód i swoją energią, siłą woli i hartem ducha wszystko pokonała (...) I błogosławił Bóg pracy Matki, której życie promieniowało żywą wiarą, wyrozumiałością i umiejętnością w prowadzeniu zbłąkanych dusz. Nigdy ona nie straciła nadziei, że uda się dusze zaniedbane, o których prawie wszyscy zwątpili, zwrócić na drogę uczciwego życia. I udało jej się tysiące dusz uratować i tysiące oddać Bogu (...) Duch jej będzie nadal żył w Narodzie polskim. Niech to nam będzie zachętą do wytrwania, aby nie upaść na duchu w chwilach trudnych.

Srebrzystą, cynkową trumnę z okienkiem ponad twarzą z ciałem zmarłej złożono tymczasowo w wymurowanym grobowcu ziemnym obok wejścia do kościoła. Miejsce to jest dziś zaznaczone tablicą pamiątkową. W „Kurjerze Warszawskim” napisano o niej 27 kwietnia 1935 m.in.: 

A właśnie zgasła z nich jedna na horyzoncie polskiego miłosierdzia. Jedna z tych, co zapalane bywają Ręką Wszechmocnego po to, by ludzie nie wierzyli w wieczne trwanie ciemności, lecz mieli odwagę żyć do rana.

Ekshumacja z grobowca odbyła się 31 sierpnia 1935 z przeniesieniem do specjalnego sarkofagu z białego piaskowca (wykonanego przez rzeźbiarza Jana Kamińskiego z Wąbrzeźna) znajdującym się pod kaplicą domu generalnego w Jabłonowie Pomorskim, a w dniach 28–30 kwietnia 1978 dokonano rekognicji jej zwłok.

## Publikacje
- Maria Karłowska (przygot. do wyd. Joachim Roman Bar, Aleksandra Narzymska): Wybór pism Marii Karłowskiej. Warszawa: Akademia Teologii Katolickiej, 1981, seria: Polskie Teksty Ascetyczne, t. 1. OCLC 830206583. Brak numerów stron w książce
- Maria Karłowska (oprac. Waldemar Rozynkowski, Gaudiosa Dobrska): Perły dla dzieweczki. Pelplin: Wydawnictwo Bernardinum, 2008. ISBN 978-83-7380-580-4. OCLC 297528955. Brak numerów stron w książce
- Bł. Maria Karłowska (oprac. Waldemar Rozynkowski, s. Gaudiosa Dobrska CSDP): Rekolekcje. Pelplin: Wydawnictwo Bernardinum, 2009. ISBN 978-83-7380-701-3. OCLC 750536794. Brak numerów stron w książce
- Bł. Maria Karłowska (oprac. Waldemar Rozynkowski, s. Gaudiosa Dobrska CSDP): Duch Pasterek. Pelplin: Wydawnictwo Bernardinum, 2010. ISBN 978-83-7380-870-6. OCLC 750714629. Brak numerów stron w książce
- Bł. Maria Karłowska (oprac. Waldemar Rozynkowski, s. Gaudiosa Dobrska CSDP): Św. Marii Magdaleny miłość i pokuta. Notatki z rekolekcji. Pelplin: Wydawnictwo Bernardinum, 2012. ISBN 978-83-7823-031-1. OCLC 805072521. Brak numerów stron w książce
- Maria Karłowska (opracowanie i wybór tekstów Sylwia Prokopowicz): Gdzie wiara tam miłość. Myśli duchowe błogosławionej Marii Karłowskiej. Jabłonowo Pomorskie: Wydawnictwo Bernardinum, 2014. ISBN 978-83-7823-372-5. OCLC 1042538179. Brak numerów stron w książce
- Maria Karłowska (opracowanie Waldemar Rozynkowski, Gaudiosa Dobrska CSDP, recenzent Stanisław Suwiński): Rekolekcje roczne. Zakonnica Pasterka w samotności. Pelplin: Wydawnictwo Bernardinum, 2015. ISBN 978-83-7823-643-6. OCLC 924978257. Brak numerów stron w książce

## Tablica przodków
| Tablica rodowodowa                                                         | | | | | | | | |
| Prapradziadkowie                                                           | Jakub Karłowski h. Prawdzic (~1720–?) Modesta Pretwicz (~1730–?)                                                                 | Franciszek Łęski h. Dołęga (~1690–15.12.1780) Anna Działyńska h. Ogończyk (~1700–17.08.1781)                                     | Ignacy Wiesiołowski (~1710–?) Weronika Rydzyńska h. Wierzbna (~1730–?)                                                           | Andrzej Bielicki (~1720–?) Zofia Święcicka h. Jastrzębiec (1707–21.03.1777)                                                      | Jan Dembiński h. Rawicz (?–?) ?                                                                                      | Ignacy Dąbrowski h. Ogończyk (~1710–1759) Petronela Łakińska h. Pelikan (~1720–1771)                                 | Prokop Lipski h. Grabie (~1699–22.03.1758) Teresa Teofila Dąbska h. Godziemba (~1710–19.02.1759)                     | Franciszek Chmielewski (~1720–?) Klara Ulatowska (~1730–?)                                                           |
| Pradziadkowie                                                              | Stefan Karłowski z Dobieszewa h. Prawdzic (~1760–1810) Marcjanna Łęska h. Dołęga (~1740–1835)                                    | Stefan Karłowski z Dobieszewa h. Prawdzic (~1760–1810) Marcjanna Łęska h. Dołęga (~1740–1835)                                    | Ksawery Wiesiołowski (~1740–?) Józefa Elżbieta Teresa Bielicka (28.06.1752–26.04.1795)                                           | Ksawery Wiesiołowski (~1740–?) Józefa Elżbieta Teresa Bielicka (28.06.1752–26.04.1795)                                           | Wojciech Dembiński h. Rawicz (~1750–1800) Anna Ewa Dąbrowska h. Ogończyk (~1750–?)                                   | Wojciech Dembiński h. Rawicz (~1750–1800) Anna Ewa Dąbrowska h. Ogończyk (~1750–?)                                   | Chryzostom Jan Chryzost Lipski h. Grabie (28.01.1750–1.10.1808) Beata Beatrycze Chmielewska (~1750–?)                | Chryzostom Jan Chryzost Lipski h. Grabie (28.01.1750–1.10.1808) Beata Beatrycze Chmielewska (~1750–?)                |
| Dziadkowie                                                                 | Łukasz Florentyn Karłowski z Dobieszewa h. Prawdzic (30.06.1778–1822) Marianna Justyna Barbara Agata Wiesiołowska (10.07.1783–?) | Łukasz Florentyn Karłowski z Dobieszewa h. Prawdzic (30.06.1778–1822) Marianna Justyna Barbara Agata Wiesiołowska (10.07.1783–?) | Łukasz Florentyn Karłowski z Dobieszewa h. Prawdzic (30.06.1778–1822) Marianna Justyna Barbara Agata Wiesiołowska (10.07.1783–?) | Łukasz Florentyn Karłowski z Dobieszewa h. Prawdzic (30.06.1778–1822) Marianna Justyna Barbara Agata Wiesiołowska (10.07.1783–?) | Teodor Dembiński h. Rawicz (1.11.1778–14.08.1866) Teresa Antonina Beatrycze Lipska h. Grabie (10.05.1789–29.01.1869) | Teodor Dembiński h. Rawicz (1.11.1778–14.08.1866) Teresa Antonina Beatrycze Lipska h. Grabie (10.05.1789–29.01.1869) | Teodor Dembiński h. Rawicz (1.11.1778–14.08.1866) Teresa Antonina Beatrycze Lipska h. Grabie (10.05.1789–29.01.1869) | Teodor Dembiński h. Rawicz (1.11.1778–14.08.1866) Teresa Antonina Beatrycze Lipska h. Grabie (10.05.1789–29.01.1869) |
| Rodzice                                                                    | Mateusz Karłowski h. Prawdzic (17.03.1821–7.09.1882) Eugenia Dembińska h. Rawicz (1825–2.08.1882)                                | Mateusz Karłowski h. Prawdzic (17.03.1821–7.09.1882) Eugenia Dembińska h. Rawicz (1825–2.08.1882)                                | Mateusz Karłowski h. Prawdzic (17.03.1821–7.09.1882) Eugenia Dembińska h. Rawicz (1825–2.08.1882)                                | Mateusz Karłowski h. Prawdzic (17.03.1821–7.09.1882) Eugenia Dembińska h. Rawicz (1825–2.08.1882)                                | Mateusz Karłowski h. Prawdzic (17.03.1821–7.09.1882) Eugenia Dembińska h. Rawicz (1825–2.08.1882)                    | Mateusz Karłowski h. Prawdzic (17.03.1821–7.09.1882) Eugenia Dembińska h. Rawicz (1825–2.08.1882)                    | Mateusz Karłowski h. Prawdzic (17.03.1821–7.09.1882) Eugenia Dembińska h. Rawicz (1825–2.08.1882)                    | Mateusz Karłowski h. Prawdzic (17.03.1821–7.09.1882) Eugenia Dembińska h. Rawicz (1825–2.08.1882)                    |
| Błogosławiona Maria Leonarda Rozalia Karłowska CSDP (4.09.1865–24.03.1935) | | | | | | | | |

## Proces beatyfikacji
W 1953 z inicjatywy biskupa chełmińskiego Kazimierza Józefa Kowalskiego zebrano zaprzysiężone zeznania świadków o Marii Karłowskiej, celem wyniesienia jej na ołtarze, po których 17 marca 1965 w Pelplinie rozpoczął się proces jej beatyfikacji . Odtąd przysługiwał jej tytuł Służebnicy Bożej. Postulatorem procesu został o. Michał Machejek OCD, a wicepostulatorem ks. dr Hipolit Olech Górski. W latach 1967–1971 odbył się proces rogatoryjny w Poznaniu. Proces informacyjny na szczeblu diecezjalnym został zakończony 14 października 1983 przez bp. Mariana Przykuckiego, po czym akta zostały przesłane do Stolicy Apostolskiej.
27 marca 1987 Stolica Apostolska wydała dekret o ważności postępowania diecezjalnego, po czym złożono w 1991 tzw. positio, wymagane w dalszej procedurze beatyfikacyjnej. Po odbytej 20 grudnia 1994 sesji konsultorów teologicznych oraz 25 kwietnia 1995 sesji kardynałów i biskupów Kongregacji Spraw Kanonizacyjnych, papież św. Jan Paweł II, 11 lipca 1995 zezwolił na promulgowanie dekretu o heroiczności jej życia i cnót. Odtąd przysługiwał jej tytuł Czcigodnej Służebnicy Bożej. 
Do beatyfikacji potrzebny był cud za jej wstawiennictwem. Po jego zgłoszeniu oraz postępowaniu diecezjalnemu, Stolica Apostolska 6 października 1995 wydała dekret o ważności postępowania diecezjalnego w tej sprawie. Następnie po przeprowadzonym postępowaniu 27 czerwca 1996 w komisji lekarskiej i sesji konsultorów teologicznych 6 grudnia 1996, odbyła się 25 lutego 1997 sesja kardynałów i biskupów Kongregacji Spraw Kanonizacyjnych, która zaakceptowała dokumentację procesu. 8 kwietnia 1997 Stolica Apostolska wydała dekret o zakończeniu postępowania w sprawie cudu, wyrażający zgodę na jej beatyfikację. 
Uroczysta beatyfikacja nastąpiła podczas jednego z etapów pielgrzymki św. Jana Pawła II do Polski, 6 czerwca 1997 wraz z jednoczesną beatyfikacją Czcigodnej Służebnicy Bożej Bernardyny Marii Jabłońskiej CSAPI, która odbyła się pod Krokwią w Zakopanem. W homilii podczas mszy świętej Jan Paweł II powiedział wtedy m.in.:

W tym samym czasie, w zaborze pruskim, Maria Karłowska prowadziła samarytańską działalność pośród kobiet, które doznały wszelakiej nędzy materialnej i moralnej. Jej święta gorliwość szybko pociągnęła za sobą grono uczennic Chrystusa, z którymi założyła Zgromadzenie Sióstr Pasterek od Opatrzności Bożej. Sobie i swym siostrom taki wyznaczała cel: „Mamy oznajmiać Serce Jezusa, to jest tak z Niego żyć i w Nim, i dla Niego, abyśmy się stawały do Niego podobne i aby w życiu naszym On był widoczniejszy aniżeli my same”. Jej oddanie Najświętszemu Sercu Zbawiciela zaowocowało wielką miłością do ludzi. Odczuwała ciągle nienasycony głód miłości. Taka miłość, według błogosławionej Marii, nigdy nie powie dosyć, nigdy nie zatrzyma się na drodze. Unoszona jest bowiem prądem miłości Boskiego Parakleta. Przez tę miłość wielu duszom przywróciła światło Chrystusa i pomogła odzyskać utraconą godność.

## Odznaczenia
Polskie władze naczelne decyzją prezydenta Polski Ignacego Mościckiego odznaczyły ją wydanym stosownym zarządzeniem z 25 maja 1928 za zasługi na polu pracy społecznej Złotym Krzyżem Zasługi.

## Upamiętnienie

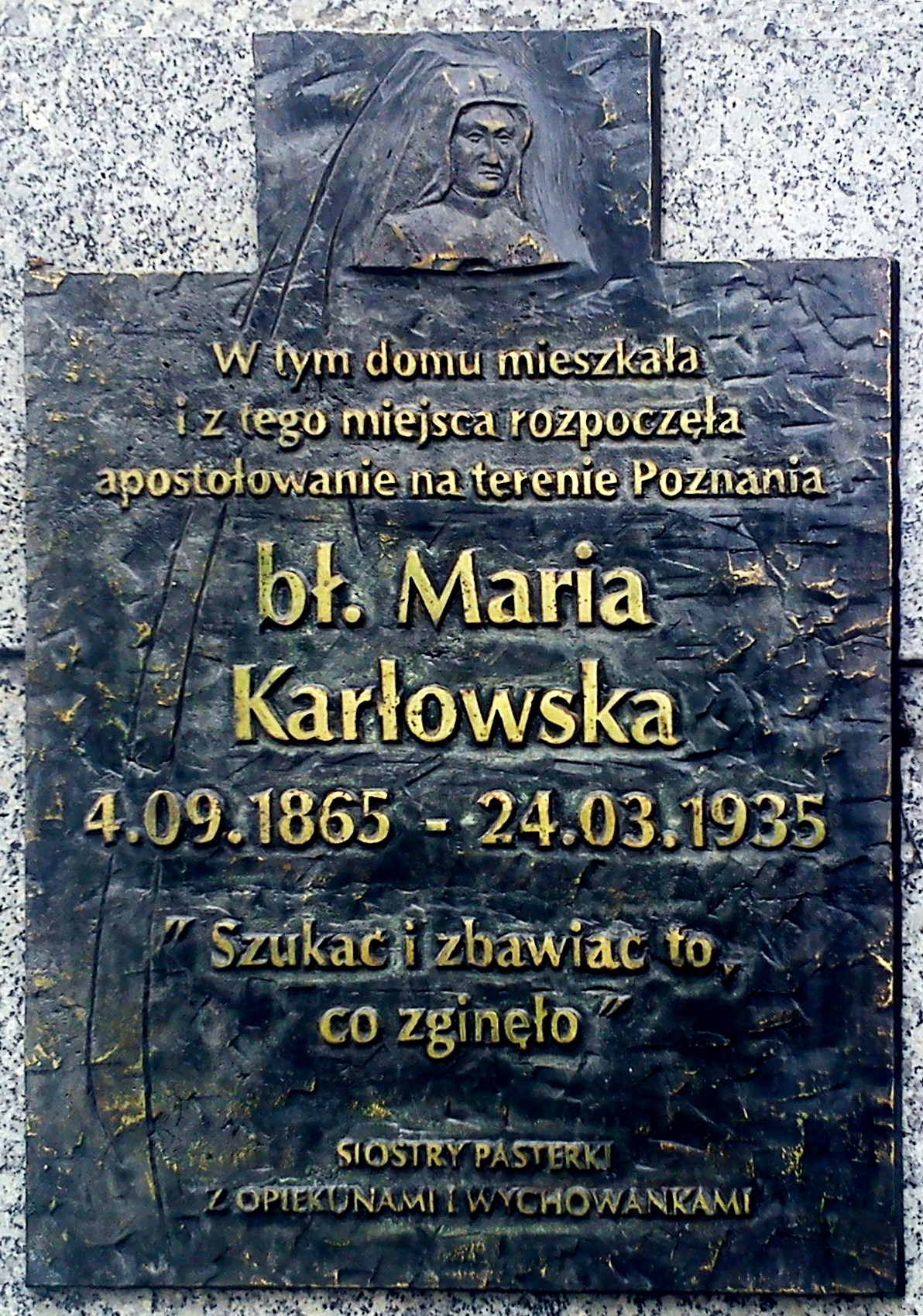
Tablica pamiątkowa poświęcona bł. Marii Karłowskiej w Poznaniu

- 15 czerwca 1997 w domu generalnym Zgromadzenia Sióstr Pasterek od Opatrzności Bożej bp Andrzej Suski poświęcił odnowioną kaplicę i nadał jej tytuł Diecezjalnego Sanktuarium Błogosławionej Marii Karłowskiej[25]
- Relikwie Matki Marii Karłowskiej są złożone w specjalnym relikwiarzu, otoczonym symbolicznym wianuszkiem stylizowanych figur owieczek, eksponowanym w ołtarzu głównym, w domu generalnym w Jabłonowie Pomorskim[26]. Staraniem proboszcza parafii św. Michała Archanioła w Targowej Górce, ks. Sławomira Stronki cząstka jej relikwii została przekazana do miejscowego kościoła, obok którego znajduje się grobowiec rodziny Karłowskich[26].
- 5 czerwca 2009, bł. Maria Karłowska została patronką miasta Jabłonowo Pomorskie[27]
- W Poznaniu utworzono Dom Opiekuńczo-Wychowawczy dla Dziewcząt im. bł. Marii Karłowskiej[28]. Ponadto Zespół Szkół Ponadgimnazjalnych w Żninie nazwano jej imieniem[29]. Również jej imię nosi Dom Dobrego Pasterza dla samotnych matek w Żołędowie k. Bydgoszczy[19]. Centrum organizacji charytatywnej Caritas w Toruniu nazwano jej imieniem[30]. Szkoła podstawowa w Dobieszewie nosi również jej imię[31].
- 1 czerwca 2018 został odsłonięty i poświęcony przez bp. Wiesława Śmigla w Jabłonowie Pomorskim pomnik z brązu jej poświęcony[32].
- W jedynej miejscowości w Polsce – Żninie jedną z ulic nazwano jej imieniem[33]
- Jej wspomnienie liturgiczne w Kościele katolickim obchodzone jest 6 czerwca.
- W Reformowanym Kościele Katolickim w Polsce została uznana za świętą[2].